# グリーンスプリングの戦い
グリーンスプリングの戦い（英:Battle of Green Spring）は、アメリカ独立戦争中の1781年7月6日に、バージニアのジェームズシティ郡にあるグリーンスプリング・プランテーションで行われた戦闘である。
グリーンスプリングは、ウィリアムズバーグの南西、ジェームズタウン・アイランドの北西端近くで、バージニア総督ウィリアム・バークリーによって開発された植民地時代のプランテーションである。

## 概要
チャールズ・コーンウォリスが率いるイギリス軍は南部戦線でサウスカロライナからノースカロライナを経てバージニアに入っていた。イギリス軍は会戦を避ける戦略の大陸軍によって嫌がらせを受け、徐々に戦力と物資を減らしつつあった。1781年7月6日、大陸軍の将軍"マッド"アンソニー・ウェインが率いる部隊が、イギリス軍に撃退された。この戦闘はコーンウォリスのバージニア方面作戦では最後の大きな戦闘となり、この後は大陸軍によるヨークタウンでの包囲戦となった。
ウェイン将軍の800名の部隊は、グリーンスプリングでコーンウォリス将軍の全軍5,000名のイギリス軍に遭遇してしまった。ウェインは狙撃兵を前線に送って敵を混乱させようと図り、一方5マイル (8 km)後方の大陸軍に伝令を走らせて、今直面している状況を知らせようとした。イギリス軍の指揮官はウェインの策略に引っ掛かることなく、進軍を開始した。ウェインはこのままでは大陸軍の援軍が到着する前に圧倒されてしまう可能性を認め、銃剣突撃を掛けさせた。イギリス軍は優勢な軍勢でなければこのような攻撃はしないものと信じ込み、ポーツマスまで撤退し、さらにヨークタウンに入った。
この戦闘で、イギリス軍は70名の兵士と5名の士官が死傷した。大陸軍は28名が戦死し、総計で140名が死傷または不明となった。